# Ольша (Великопольське воєводство)
Ольша (пол. Olsza, нім. Kleinlinde) — село в Польщі, у гміні Сьрем Сьремського повіту Великопольського воєводства.
Населення — 117 осіб (2011).
У 1975-1998 роках село належало до Познанського воєводства.

## Демографія
Демографічна структура станом на 31 березня 2011 року:
|          | Загалом | Допрацездатний вік | Працездатний вік | Постпрацездатний вік |
| -------- | ------- | ------------------ | ---------------- | -------------------- |
| Чоловіки | 59      | 9                  | 50               | 0                    |
| Жінки    | 58      | 14                 | 37               | 7                    |
| Разом    | 117     | 23                 | 87               | 7                    |